# Sudějov
Sudějov (německy Sudejow oder Sankt Anna) je obec v okrese Kutná Hora ve Středočeském kraji. Leží zhruba čtyři kilometry jihovýchodně od Uhlířských Janovic. Žije v ní 82 obyvatel.

## Historie
První písemná zmínka o obci pochází z roku 1720.
V obci Sudějov též Svatá Anna (přísl. Líšťany, 175 obyvatel, poštovna, katol. kostel) byly v roce 1932 evidovány tyto živnosti a obchody: 3 hostince, mlýn, obchod se smíšeným zbožím, trafika.

## Přírodní poměry
V lesích západně od Sudějova protéká Anenský potok, který je pravostranným přítokem řeky Výrovky.

## Obyvatelstvo
| Rok            | 1869 | 1880 | 1890 | 1900 | 1910 | 1921 | 1930 | 1950 | 1961 | 1970 | 1980 | 1991 | 2001 | 2011 | 2021 |
| -------------- | ---- | ---- | ---- | ---- | ---- | ---- | ---- | ---- | ---- | ---- | ---- | ---- | ---- | ---- | ---- |
| Počet obyvatel | 260  | 277  | 273  | 267  | 241  | 207  | 171  | 138  | 117  | 109  | 69   | 70   | 60   | 67   | 73   |
| Počet domů     | 44   | 42   | 47   | 42   | 39   | 37   | 41   | 43   | 38   | 33   | 27   | 33   | 45   | 55   | 58   |

## Obecní správa

### Územněsprávní začlenění
Dějiny územněsprávního začleňování zahrnují období od roku 1850 do současnosti. V chronologickém přehledu je uvedena územně administrativní příslušnost obce (části obce) v roce, kdy ke změně došlo:
- 1850 země česká, kraj Pardubice, politický okres Kolín, soudní okres Uhlířské Janovice[7]
- 1855 země česká, kraj Čáslav, soudní okres Uhlířské Janovice
- 1868 země česká, politický okres Kutná Hora, soudní okres Uhlířské Janovice
- 1939 země česká, Oberlandrat Kolín, politický okres Kutná Hora, soudní okres Uhlířské Janovice[8]
- 1942 země česká, Oberlandrat Praha, politický okres Kutná Hora, soudní okres Uhlířské Janovice[9]
- 1945 země česká, správní okres Kutná Hora, soudní okres Uhlířské Janovice[10]
- 1949 Pražský kraj, okres Kutná Hora[11]
- 1960 Středočeský kraj, okres Kutná Hora
- k 1. lednu 1980 Středočeský kraj, okres Kutná Hora, město Uhlířské Janovice[12]
- k 24. listopadu 1990 Středočeský kraj, okres Kutná Hora[12]
- 2003 Středočeský kraj, obec s rozšířenou působností Kutná Hora

## Doprava
Dopravní síť
- Pozemní komunikace – Obcí prochází silnice II/335 Sázava - Uhlířské Janovice - Sudějov - Zbraslavice.

- Železnice – Železniční trať ani stanice na území obce nejsou. Nejblíže obci je železniční stanice Uhlířské Janovice ve vzdálenosti 3,5 kilometru ležící na trati 014 z Kolína do Ledečka.

Veřejná doprava 2011
- Autobusová doprava – V obcí zastavovaly příměstské autobusové linky Kutná Hora-Sázava (v pracovních dnech 4 spoje) a Zbraslavice-Církvice-Uhlířské Janovice (v pracovních dnech 4 spoje) (dopravce Veolia Transport Východní Čechy). O víkendu byla obec bez dopravní obsluhy.

## Pamětihodnosti
- Kostel svaté Anny. Barokní poutní kostel byl vybudován nad vydatným vodním pramenem, kterému se připisovaly léčivé účinky. Nyní je proud velmi kvalitního vodního zdroje sveden do nedaleké kaple, kde je volně přístupný.
- Socha svatého Jana Nepomuckého u silnice směr Rašovice
- Fara naproti kostelu

## Osobnosti
- Antonín Chloupek (1884–?), zdejší starosta a poslanec Národního shromáždění
- Marie Hlouňová (1912–2006), houslistka a pedagožka, místní rodačka

## Galerie

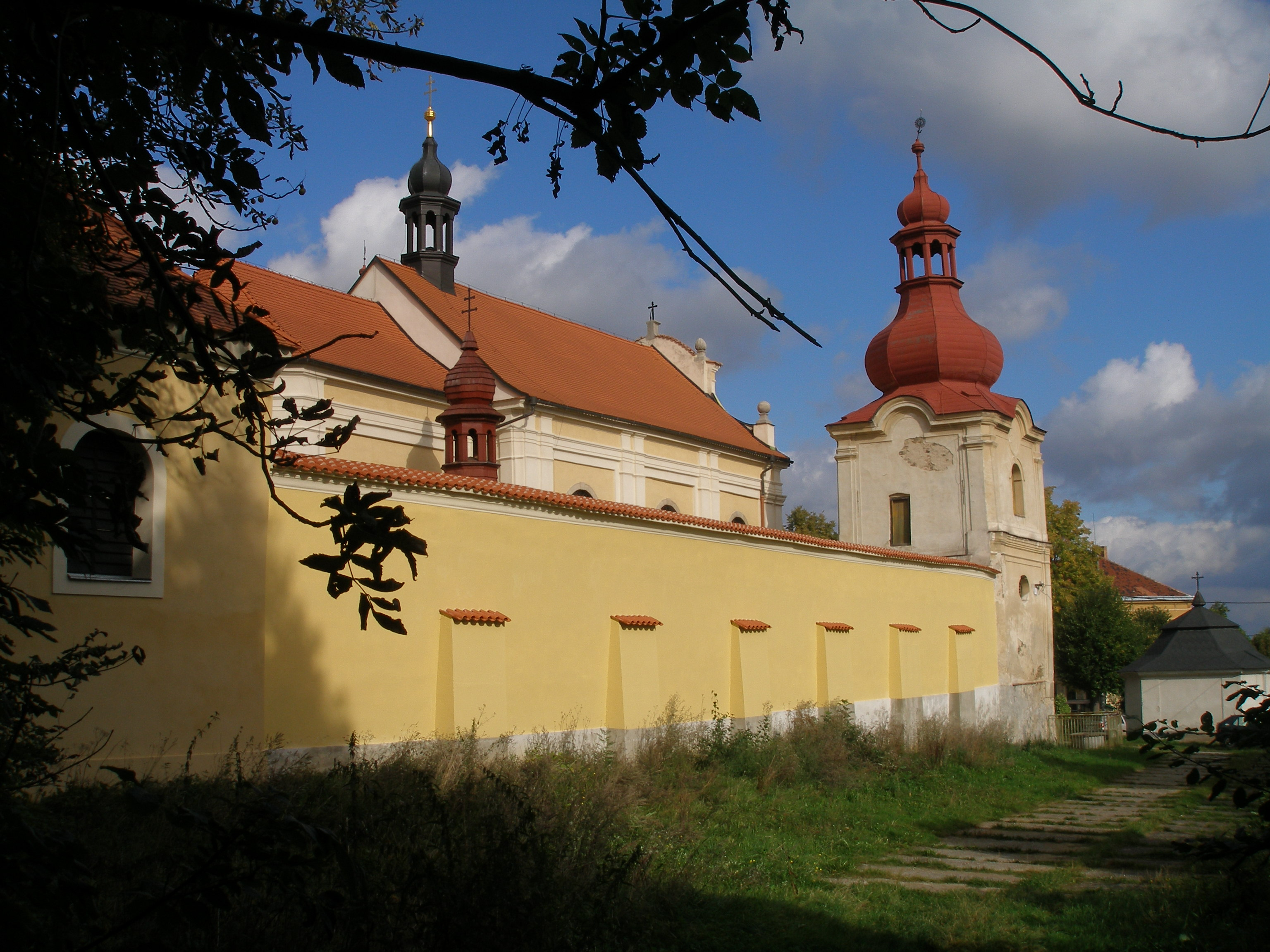
Kostel svaté Anny
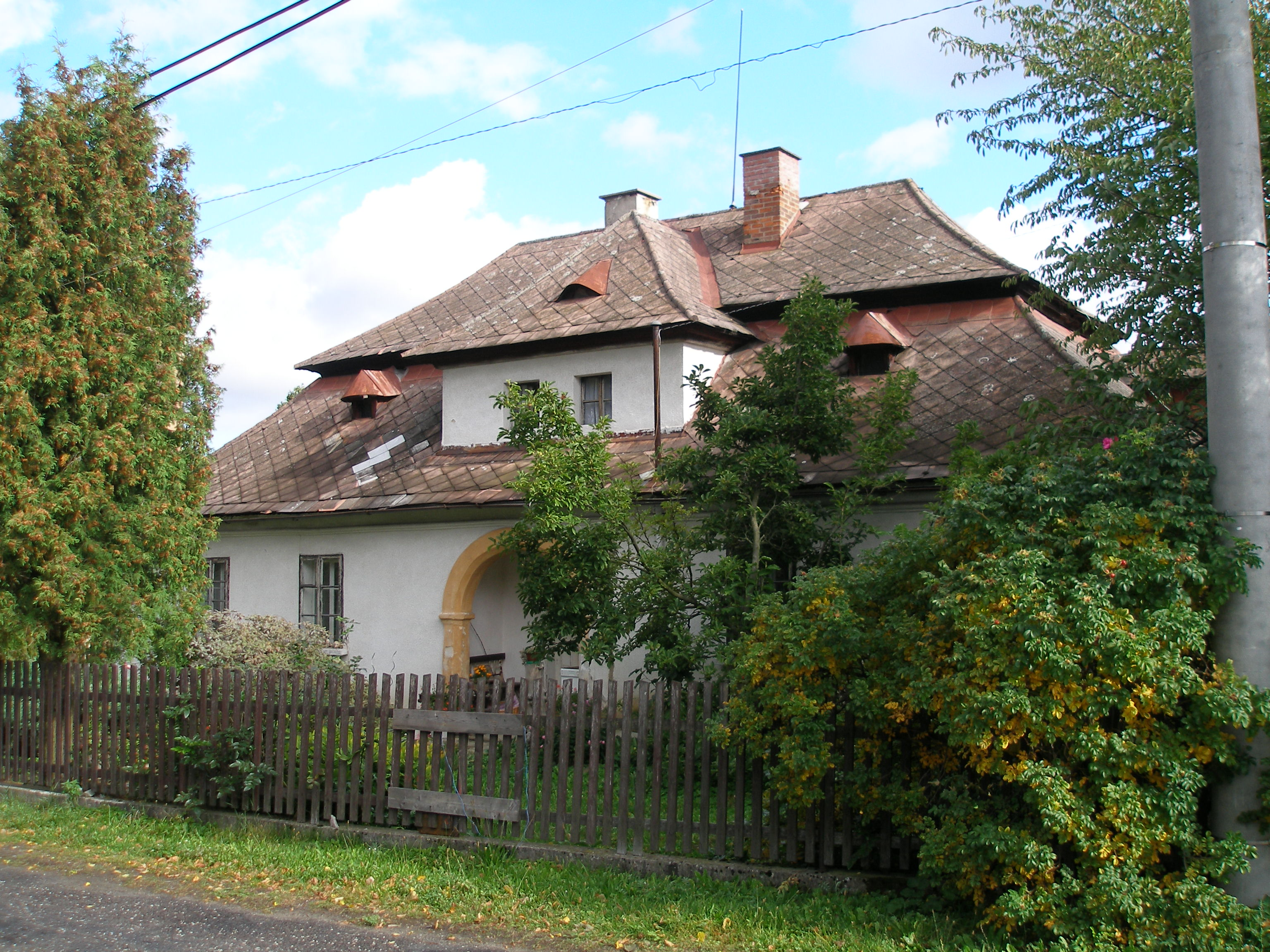
Fara
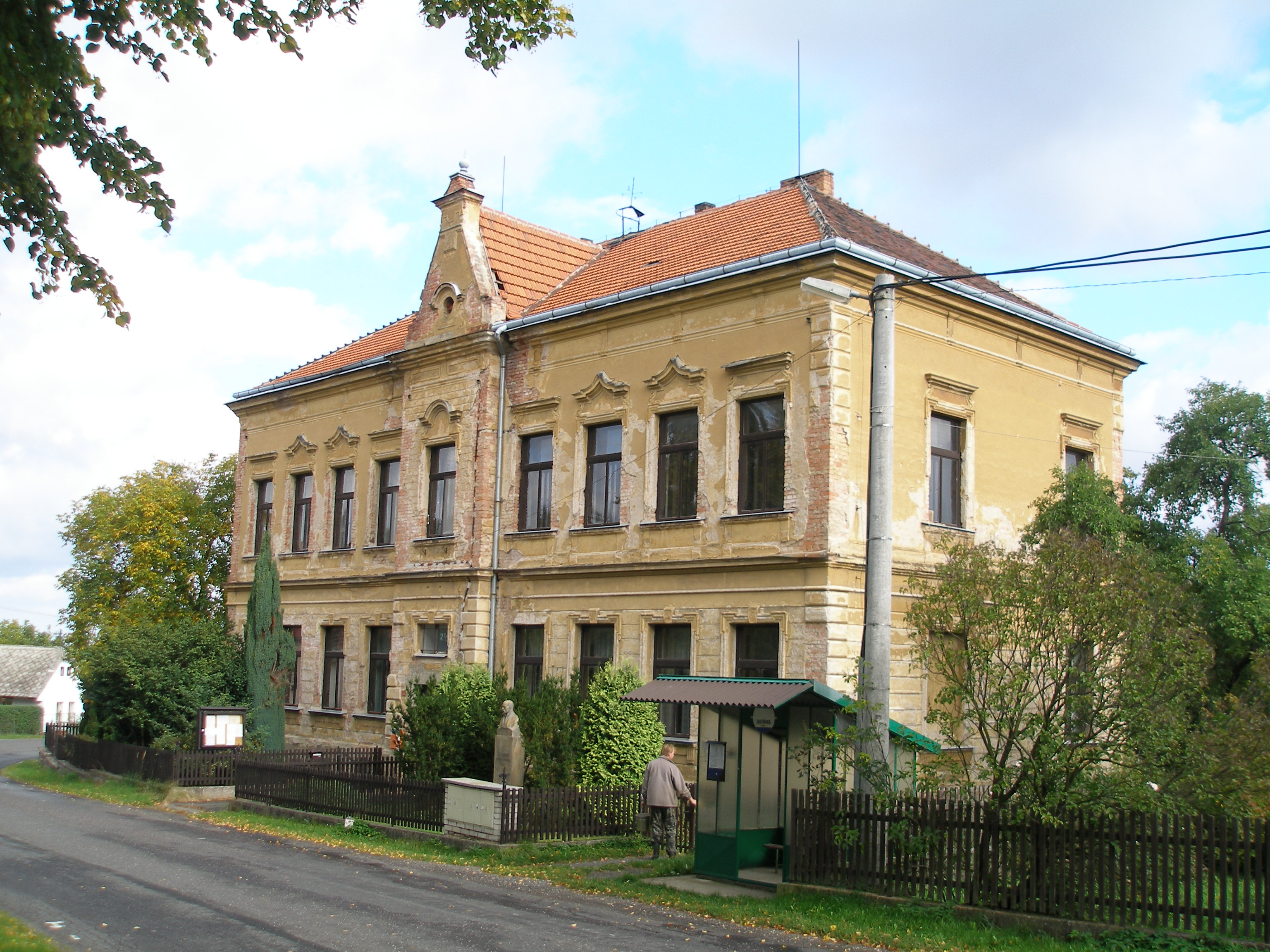
Někdejší škola, nyní obecní úřad
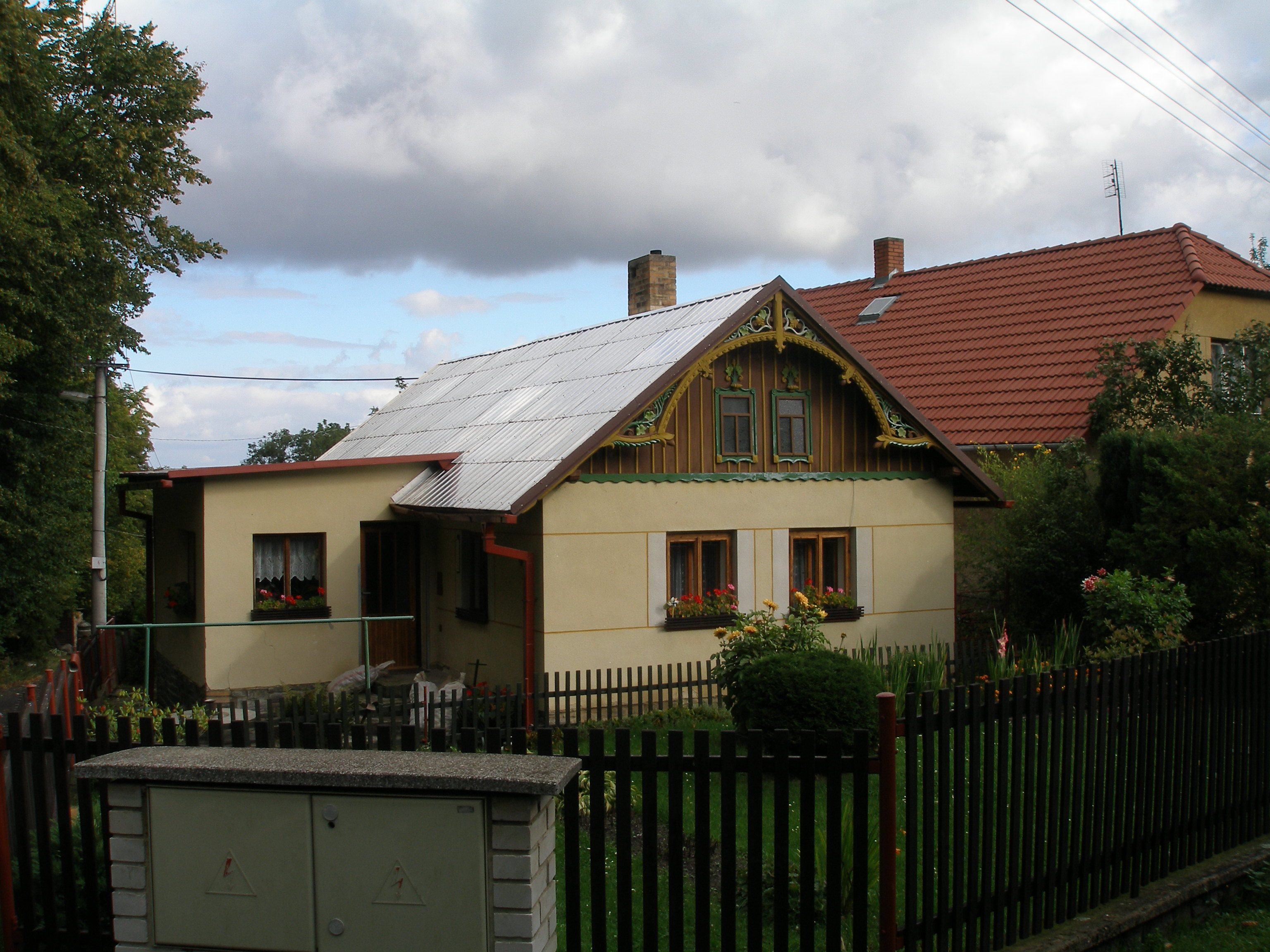
Stavení na okraji obce